# Serrat del Vent (Moià)
|  | Aquest article tracta sobre una serra de Moià. Vegeu-ne altres significats a «Serrat del Vent». |

El Serrat del Vent  és una muntanya de 661 metres que es troba al municipi de Moià, a la comarca catalana del Moianès.